# بيتر براون (رسام)
بيتر براون (بالإنجليزية: Peter Brown)‏ هو رسام بريطاني، ولد في 28 يوليو 1967 في ريدنغ في المملكة المتحدة.

## وصلات خارجية
- الموقع الرسمي